# Allen Steele
Allen Mulherin Steele, Jr. (Nashville, Tennessee, 19 de enero de 1958) es un escritor de ciencia ficción estadounidense.

## Biografía
Steele nació en Nashville, Tennessee, el 19 de enero de 1958. Cuando era pequeño veía Flash Gordon y Buck Rogers los sábados en la mañana. A los 9 años sufrió un grave accidente automovilístico que lo postró en cama durante algún tiempo, para pasarlo leyó Rocket Ship Galileo y la primera novela de Star Trek escrita por James Blish; que le regaló su hermana mayor. Conoció el fandom de la ciencia ficción asistiendo a las reuniones del club de ciencia ficción de Nashville. Se graduó de la escuela secundaria en The Webb School en Bell Buckle, Tennessee. Obtuvo la licenciatura en comunicación del New England College en New Hampshire y una maestría en periodismo de la Universidad de Misuri.
Pasó varios años trabajando como periodista, antes de consolidarse como escritor de ciencia ficción. Steele comenzó a publicar cuentos en 1988. Sus primeras novelas formaron una historia futura que comenzó con Descomposición orbital (1989), continuó con Clarke County, Space (1990) y Labyrinth of Night (1992). Algunas de sus primeras novelas, como Lunar Descent (1991), trataban sobre obreros que trabajaban en futuros proyectos de construcción en el espacio exterior. Desde 1992, se ha  centrado en proyectos independientes y cuentos, aunque ha escrito cinco novelas de la serie literaria Coyote. Su única obra de no ficción es Primary Ignition (2003), que incluye artículos y ensayos de 1997 a 2004.
Obtuvo el Premio Locus en la categoría Mejor primera novela por Descomposición orbital en 1990.

## Obras
Steele saltó por primera vez a la fama con un trío de novelas vagamente enlazadas que intentaban retratar la expansión de la humanidad en un futuro próximo en entornos orbitales y lunares con toda la verosimilitud que este autor formado en periodismo podía aportar. En Orbital Decay (1989), nos subimos a hombros de los obreros que construyen una estación orbital para la empresa privada Skycorp, hacia 2014. En 2049, la humanidad vivía en colonias al estilo de O'Neill en Clarke County, Space (1990). Lunar Descent (1991) salta hacia atrás en la cronología interna hasta 2024 y nos ofrece una versión actualizada de La Luna es una cruel amante (1966) de Heinlein.

### Serie Coyote
- Coyote: A Novel of Interstellar Exploration (2002)
- Coyote Rising: A Novel of Interstellar Revolution (2004)
- Coyote Frontier: A Novel of Interstellar Colonization (2005)
- Spindrift (2007)
- The River Horses (2007)
- Galaxy Blues (2008)
- Coyote Horizon (2009)
- Coyote Destiny (2010)[4]
- Hex (2011)[5]

### Serie Near Space
También llamada Rude Astronauts.
- Orbital Decay (1989)
- Clarke County, Space (1990)
- Lunar Descent (1991)
- Labyrinth of Night (1992)
- A King of Infinite Space (1997)

### Novelas
- The Jericho Iteration (1994)
- The Weight (1995)
- The Tranquillity Alternative (1995)
- Oceanspace (2000)
- Chronospace (2001)

### Novelas cortas
- The Death of Captain Future (1996)

### Antologías
- Rude Astronauts (1987)
- All-American Alien Boy (1996)
- Sex and Violence in Zero-G: The Complete "Near Space" Stories (1998)
- American Beauty (2003)
- The Last Science Fiction Writer (2008)